# 28884 Youngjunchoi
28884 Youngjunchoi è un asteroide della fascia principale. Scoperto nel 2000, presenta un'orbita caratterizzata da un semiasse maggiore pari a 3,0958365 au e da un'eccentricità di 0,0609043, inclinata di 22,33785° rispetto all'eclittica.
Appartiene alla famiglia di asteroidi Alauda. 